# ヘスス・マグダレノ
ヘスス・マグダレノ（Jessie Magdaleno、1991年11月8日 - ）は、アメリカ合衆国のプロボクサー。ネバダ州ラスベガス出身。元WBO世界スーパーバンタム級王者。兄はディエゴ・マグダレノ。ジェシー・マクダレノという表記もある。

## 来歴

### アマチュア時代
2004年、ナショナルゴールデングローブにバンタム級(54kg)で出場し準々決勝でランディ・カバジェロを破り優勝。全米選手権にバンタム級(54kg)で出場し優勝。
2009年、イタリアのミラノで開催された2009年世界ボクシング選手権大会にバンタム級(54kg)で出場するが2回戦で敗退した。
2010年、全米選手権にフェザー級(57kg)で出場するが1回戦で敗退した。
アマチュア時代の戦績は136戦120勝16敗。

### プロ時代
2010年11月6日、MGMグランド・ガーデン・アリーナでプロデビュー戦のフェザー級4回戦を行い、初回1分38秒TKO勝ちを収めデビューを白星で飾った。
2012年12月6日、ジョナサン・アレラーノとNABO北米スーパーバンタム級ユース王座決定戦を行い、8回3-0（2者が80-70、80-69）の判定勝ちで王座獲得に成功した。
2015年1月10日、エリック・ルイスとNABF北米スーパーバンタム級ジュニア王座決定戦を行い、8回3-0（3者共80-72）の判定勝ちを収め王座獲得に成功した。
2016年11月5日、トーマス&マック・センターでジェシー・バルガス対マニー・パッキャオの前座でWBO世界スーパーバンタム級王者ノニト・ドネアとWBO世界同級タイトルマッチを行い、12回3-0（116-112×2、118-110）の判定勝ちを収め王座獲得に成功した。
2017年4月22日、 スタブハブ・センター・テニスコートにてオスカル・バルデス対ミゲル・マリアガの前座でWBO世界スーパーバンタム級12位のアデイルソン・ドス・サントスとWBO世界同級タイトルマッチを行い、2回2分51秒KO勝ちを収め、初防衛に成功した。
2018年4月28日、フィラデルフィアのリアコーラス・センターでWBO世界スーパーバンタム級暫定王者のアイザック・ドグボエとWBO世界同級団体内王座統一戦を行い、11回1分38秒TKO負けを喫し団体内王座統一に失敗すると共に2度目の防衛に失敗、ドグボエの暫定王座を吸収できず王座から陥落した。
2020年8月21日、エマヌエル・ナバレッテとの空位のWBO世界フェザー級王座決定戦の入札が行われトップランクが25万ドルで落札するも、マグダレノはファイトマネーが安すぎるとしてこの試合を拒否した。
2023年4月8日、テキサス州サンアントニオのボーイング・センター・アット・テックポートでレイモンド・フォードと対戦し、2度ダウンを奪われ、12回判定負けを喫した。
2024年5月4日、ネバダ州ラスベガスのT-モバイル・アリーナでサウル・アルバレス対ハイメ・ムンギアの前座でWBC世界フェザー級暫定王者のブランドン・フィゲロアとWBC暫定世界同級タイトルマッチを行う予定だったが、マグダレノがフェザー級の規定体重を2.6ポンド体重超過したため計量失格と同時に王座獲得資格を剥奪され、両陣営の協議の結果フィゲロアが勝利した場合のみ王座防衛、マグダレノが勝利しても王座の移動はなしという条件付きで行われることとなり、9回2分59秒TKO負けを喫した。

## 獲得タイトル
- NABO北米スーパーバンタム級ユース王座
- NABF北米スーパーバンタム級ジュニア王座
- WBO世界スーパーバンタム級王座（防衛1）